# Eva Gabor
Eva Gabor (n. 11 februarie, 1919 – d. 4 iulie 1995) a fost o actriță americană de origine maghiară, cunoscută mai ales datorită rolului Lisei Douglas, soția lui Eddie Albert, din serialul Green Acres. Ea a fost sora mai mică a actrițelor Zsa Zsa Gabor și Magda Gabor.

## Biografie
Născută ca Éva Gábor în Budapesta, a fost a treia fiică a cuplului Vilmos Gabor (1884-1962), militar de carieră, și Jolie Gabor (1896-1997). Eva a fost prima din familie care a emigrat în Statele Unite ale Americii, împreună cu soțul ei Eric Drimmer, un suedez. Primul film în care a avut un rol a fost Forced Landing, film produs de Paramount Pictures.

### Soți
Eva Gabor a fost căsătorită de cinci ori:

1. Eric Drimmer (1939 – 1942) (divorțați)

2. Charles Isaacs (27 septembrie 1943 – 2 aprilie 1949) (divorțați)

3. John Williams (8 aprilie 1956 – 20 martie 1957) (divorțați)

4. Richard Brown (4 octombrie 1959 – 1972) (divorțați)

5. Frank Gard Jameson (21 septembrie 1973 – 1983) (divorțați)

### Deces
Eva Gabor a murit de pneumonie și insuficiență respiratorie, pe 4 iulie 1995, în Los Angeles, California, SUA.
Eva a decedat înaintea surorilor ei mai mari și a mamei sale. Sora sa Magda și mama Jolie Gabor au decedat ambele doi ani mai târziu, în 1997.

## Filmografie selectivă
| - Forced Landing (1941) - New York Town (1941) - Pacific Blackout (1941) - Star Spangled Rhythm (1942) - A Royal Scandal (1945) - The Mad Magician (1954) - The Last Time I Saw Paris (1954) - Captain Kidd and the Slave Girl (1954) - Artists and Models (1955) - My Man Godfrey (1957) | - The Truth About Women (1957) - Don't Go Near the Water (1957) - Gigi (1958) - It Started with a Kiss (1959) - A New Kind of Love (1963) - Youngblood Hawke (1964) - The Aristocats (1970) (voice) - The Rescuers (1977) (voice) - Nutcracker Fantasy (1979) (voice) - The Princess Academy (1987) - The Rescuers Down Under (1990) (voice) |

## Legături externe
- Eva Gabor la Internet Movie Database
- en Eva Gabor la Internet Broadway Database
- "Eva Gabor and New York stockbroker, Richard Brown wed", tcm.turner.com